# Sezonul de Formula 1 din 1969
Sezonul de Formula 1 din 1969 a fost cel de-al 23-lea sezon al curselor auto de Formula 1 FIA. A inclus cea de-a 20-a ediție a Campionatului Mondial al Piloților și a 12-a ediție a Cupei Internaționale pentru Constructorii de F1. Sezonul a fost disputat pe parcursul a unsprezece curse, începând cu Marele Premiu al Africii de Sud pe 1 martie și terminându-se cu Marele Premiu al Mexicului pe 19 octombrie. În 1969 s-au desfășurat și patru curse care nu au făcut parte din campionat, dintre care două erau deschise atât mașinilor de Formula 1, cât și celor de Formula 5000.
Jackie Stewart a dominat sezonul, câștigând titlul la piloți cu trei curse înainte de final. El a devenit al cincilea britanic care câștigă titlul mondial. Echipa sa, Matra, a câștigat și ea titlul la constructori pentru prima și singura oară. Stewart a obținut șase victorii din 11 posibile, Jacky Ickx de la Brabham a câștigat două curse, iar Jochen Rindt, Denny Hulme și Graham Hill, campionul en-titre, au obținut câte o singură victorie.
Acesta a fost al doilea sezon în care s-au folosit dispozitive aerodinamice suplimentare, ce au fost experimentate de unele echipe în sezonul 1968. După mai multe incidente în care aripile, barele sau suspensia (de care erau atașate) au cedat, aripile au fost interzise începând cu Marele Premiu al Principatului Monaco. Au fost reintroduse mai târziu în sezon, dar limitate în dimensiune și înălțime și atașate direct de șasiu într-o poziție fixă. Marele Premiu al Germaniei din 1969 a fost ultima cursă de campionat mondial în care le-a fost permis mașinilor de Formula 2 să concureze alături de mașinile de F1.

## Piloții și echipele înscrise în campionat
Următorii piloți și constructori au participat în Campionatul Mondial al Piloților din 1969 și în Cupa Internațională a Constructorilor de F1 din 1969.
| Imagine        | Concurent                                             | Constructor | Motor                             | Șasiu           | Pneu | Piloți               | Piloți       |
| -------------- | ----------------------------------------------------- | ----------- | --------------------------------- | --------------- | ---- | -------------------- | ------------ |
| Imagine        | Concurent                                             | Constructor | Motor                             | Șasiu           | Pneu | Numele pilotului     | Etape        |
| Brabham BT26A  | Motor Racing Developments Ltd                         | Brabham     | Ford Cosworth DFV 3,0 V8          | BT26A           | G    | Jack Brabham         | 1–4, 8–11    |
| Brabham BT26A  | Motor Racing Developments Ltd                         | Brabham     | Ford Cosworth DFV 3,0 V8          | BT26A           | G    | Jacky Ickx           | Toate        |
| BRM P138       | Owen Racing Organisation                              | BRM         | BRM P101 3,0 V12 BRM P142 3,0 V12 | P138 P133 P139  | D    | John Surtees         | 1–4, 6–11    |
| BRM P138       | Owen Racing Organisation                              | BRM         | BRM P101 3,0 V12 BRM P142 3,0 V12 | P138 P133 P139  | D    | Jackie Oliver        | 1–4, 6–11    |
| BRM P138       | Owen Racing Organisation                              | BRM         | BRM P101 3,0 V12 BRM P142 3,0 V12 | P138 P133 P139  | D    | Bill Brack           | 9            |
| BRM P138       | Owen Racing Organisation                              | BRM         | BRM P101 3,0 V12 BRM P142 3,0 V12 | P138 P133 P139  | D    | George Eaton         | 10–11        |
|                | Antique Automobiles                                   | Cooper      | Maserati 10/F1 3,0 V12            | T86             | G    | Vic Elford           | 3            |
|                | John Maryon                                           | Eagle       | Climax FPF 2.8 L4                 | T1F             | F    | Al Pease             | 9            |
| Ferrari 312/69 | Scuderia Ferrari SpA SEFAC North American Racing Team | Ferrari     | Ferrari 255C 3,0 V12              | 312/68 312/69   | F    | Chris Amon           | 1–6          |
| Ferrari 312/69 | Scuderia Ferrari SpA SEFAC North American Racing Team | Ferrari     | Ferrari 255C 3,0 V12              | 312/68 312/69   | F    | Pedro Rodríguez      | 6, 8–11      |
| Ferrari 312/69 | Scuderia Ferrari SpA SEFAC North American Racing Team | Ferrari     | Ferrari 255C 3,0 V12              | 312/68 312/69   | F    | Tino Brambilla       | 8            |
| Lotus 63       | Gold Leaf Team Lotus                                  | Lotus       | Ford Cosworth DFV 3,0 V8          | 49B 63          | F    | Graham Hill          | 1–10         |
| Lotus 63       | Gold Leaf Team Lotus                                  | Lotus       | Ford Cosworth DFV 3,0 V8          | 49B 63          | F    | Jochen Rindt         | 1–2, 4–11    |
| Lotus 63       | Gold Leaf Team Lotus                                  | Lotus       | Ford Cosworth DFV 3,0 V8          | 49B 63          | F    | Mario Andretti       | 1, 7, 10     |
| Lotus 63       | Gold Leaf Team Lotus                                  | Lotus       | Ford Cosworth DFV 3,0 V8          | 49B 63          | F    | Richard Attwood      | 3            |
| Lotus 63       | Gold Leaf Team Lotus                                  | Lotus       | Ford Cosworth DFV 3,0 V8          | 49B 63          | F    | John Miles           | 5–6, 8–9, 11 |
| Matra MS80     | Matra International                                   | Matra       | Ford Cosworth DFV 3,0 V8          | MS10 MS80 MS84  | D    | Jackie Stewart       | Toate        |
| Matra MS80     | Matra International                                   | Matra       | Ford Cosworth DFV 3,0 V8          | MS10 MS80 MS84  | D    | Jean-Pierre Beltoise | Toate        |
| Matra MS80     | Matra International                                   | Matra       | Ford Cosworth DFV 3,0 V8          | MS10 MS80 MS84  | D    | Johnny Servoz-Gavin  | 9–11         |
| McLaren M7C    | Bruce McLaren Motor Racing                            | McLaren     | Ford Cosworth DFV 3,0 V8          | M7A M7B M7C M9A | G    | Denny Hulme          | Toate        |
| McLaren M7C    | Bruce McLaren Motor Racing                            | McLaren     | Ford Cosworth DFV 3,0 V8          | M7A M7B M7C M9A | G    | Bruce McLaren        | Toate        |
| McLaren M7C    | Bruce McLaren Motor Racing                            | McLaren     | Ford Cosworth DFV 3,0 V8          | M7A M7B M7C M9A | G    | Derek Bell           | 6            |

Echipele private care nu și-au construit propriul șasiu și au folosit șasiurile constructorilor existenți sunt arătate mai jos.
| Concurent                             | Constructor afiliat | Motor                    | Șasiu  | Pneu | Piloți           | Piloți    |
| ------------------------------------- | ------------------- | ------------------------ | ------ | ---- | ---------------- | --------- |
| Concurent                             | Constructor afiliat | Motor                    | Șasiu  | Pneu | Numele pilotului | Etape     |
| Jack Holme                            | Brabham             | Repco 620 3,0 V8         | BT20   | G    | Peter de Klerk   | 1         |
| Frank Williams Racing Cars            | Brabham             | Ford Cosworth DFV 3,0 V8 | BT26A  | D    | Piers Courage    | 2–11      |
| Silvio Moser Racing Team              | Brabham             | Ford Cosworth DFV 3,0 V8 | BT24   | G    | Silvio Moser     | 3–5, 8–11 |
| Paul Seitz                            | Brabham             | Climax FPF 2,8 L4        | BT23B  | D    | John Cordts      | 9         |
| Team Gunston                          | Brabham             | Repco 620 3,0 V8         | BT24   | F    | Sam Tingle       | 1         |
| Team Gunston                          | Lotus               | Ford Cosworth DFV 3,0 V8 | 49     | D    | John Love        | 1         |
| Rob Walker/Jack Durlacher Racing Team | Lotus               | Ford Cosworth DFV 3,0 V8 | 49B    | F    | Jo Siffert       | Toate     |
| Ecurie Bonnier                        | Lotus               | Ford Cosworth DFV 3,0 V8 | 63 49B | F    | Jo Bonnier       | 6–7       |
| Pete Lovely Volkswagen Inc.           | Lotus               | Ford Cosworth DFV 3,0 V8 | 49B    | F    | Pete Lovely      | 9–11      |
| Reg Parnell Racing                    | BRM                 | BRM P101 3.0 V12         | P126   | G    | Pedro Rodríguez  | 1–3       |
| Antique Automobiles                   | McLaren             | Ford Cosworth DFV 3,0 V8 | M7B    | G    | Vic Elford       | 4–7       |
| Team Lawson                           | McLaren             | Ford Cosworth DFV 3,0 V8 | M7A    | D    | Basil van Rooyen | 1         |

## Calendar
Următoarele unsprezece Mari Premii au avut loc în 1969.
| 1.                                       | 2.                                          | 3.                                           | 4.                                       |
| ---------------------------------------- | ------------------------------------------- | -------------------------------------------- | ---------------------------------------- |
| Marele Premiu al Africii de Sud 1 martie | Marele Premiu al Spaniei 4 mai              | Marele Premiu al Principatului Monaco 18 mai | Marele Premiu al Țărilor de Jos 21 iunie |
| Kyalami (P)                              | Montjuïc (S)                                | Monaco (S)                                   | Zandvoort (P)                            |
| 5.                                       | 6.                                          | 7.                                           | 8.                                       |
| Marele Premiu al Franței 6 iulie         | Marele Premiu al Marii Britanii 19 iulie    | Marele Premiu al Germaniei 3 august          | Marele Premiu al Italiei 7 septembrie    |
| Charade (S)                              | Silverstone (P)                             | Nürburgring (P)                              | Monza (P)                                |
| 9.                                       | 10.                                         | 11.                                          |                                          |
| Marele Premiu al Canadei 20 septembrie   | Marele Premiu al Statelor Unite 5 octombrie | Marele Premiu al Mexicului 19 octombrie      |                                          |
| Mosport Park (P)                         | Watkins Glen (P)                            | Magdalena Mixhuca (P)                        |                                          |
| (P) - pistă; (S) - stradă.               |                                             |                                              |                                          |

## Rezultate și clasamente

### Marile Premii
| Etapa | Mare Premiu                | Pole position  | Cel mai rapid tur       | Pilotul câștigător | Constructorul câștigător | Pneu | Lider | Lider |
| Etapa | Mare Premiu                | Pole position  | Cel mai rapid tur       | Pilotul câștigător | Constructorul câștigător | Pneu | Pilot | Dif.  |
| ----- | -------------------------- | -------------- | ----------------------- | ------------------ | ------------------------ | ---- | ----- | ----- |
| 1     | MP al Africii de Sud       | Jack Brabham   | Jackie Stewart          | Jackie Stewart     | Matra-Ford               | D    | STE   | 3     |
| 2     | MP al Spaniei              | Jochen Rindt   | Jochen Rindt            | Jackie Stewart     | Matra-Ford               | D    | STE   | 10    |
| 3     | MP al Principatului Monaco | Jackie Stewart | Jackie Stewart          | Graham Hill        | Lotus-Ford               | F    | STE   | 3     |
| 4     | MP al Țărilor de Jos       | Jochen Rindt   | Jackie Stewart          | Jackie Stewart     | Matra-Ford               | D    | STE   | 12    |
| 5     | MP al Franței              | Jackie Stewart | Jackie Stewart          | Jackie Stewart     | Matra-Ford               | D    | STE   | 20    |
| 6     | MP al Marii Britanii       | Jochen Rindt   | Jackie Stewart          | Jackie Stewart     | Matra-Ford               | D    | STE   | 28    |
| 7     | MP al Germaniei            | Jacky Ickx     | Jacky Ickx              | Jacky Ickx         | Brabham-Ford             | G    | STE   | 29    |
| 8     | MP al Italiei              | Jochen Rindt   | Jean-Pierre Beltoise    | Jackie Stewart     | Matra-Ford               | D    | STE   | 36    |
| 9     | MP al Canadei              | Jacky Ickx     | Jacky Ickx Jack Brabham | Jacky Ickx         | Brabham-Ford             | G    | STE   | 29    |
| 10    | MP al Statelor Unite       | Jochen Rindt   | Jochen Rindt            | Jochen Rindt       | Lotus-Ford               | F    | STE   | 29    |
| 11    | MP al Mexicului            | Jack Brabham   | Jacky Ickx              | Denny Hulme        | McLaren-Ford             | G    | STE   | 26    |

### Clasament Campionatul Mondial al Piloților
Punctele au fost acordate pe o bază de 9–6–4–3–2–1 primilor șase clasați în fiecare cursă. Doar cele mai bune cinci rezultate din primele șase curse și cele mai bune patru rezultate din restul de cinci curse au fost luate în considerare pentru Campionatul Mondial. FIA nu a acordat o clasificare în campionat acelor piloți care nu au obținut puncte.
| Poz. | Pilot                | ZAF | ESP   | MCO   | NLD | FRA  | GBR | DEU‡ | ITA | CAN  | USA  | MEX | Puncte |
| ---- | -------------------- | --- | ----- | ----- | --- | ---- | --- | ---- | --- | ---- | ---- | --- | ------ |
| 1    | Jackie Stewart       | 1R  | 1     | AbP R | 1R  | 1P R | 1R  | 2    | 1   | Ab   | Ab   | 4   | 63     |
| 2    | Jacky Ickx           | Ab  | 6     | Ab    | 5   | 3    | 2   | 1P R | 10  | 1P R | Ab   | 2R  | 37     |
| 3    | Bruce McLaren        | 5   | 2     | 5     | Ab  | 4    | 3   | 3    | 4   | 5    | NS   | NS  | 26     |
| 4    | Jochen Rindt         | Ab  | AbP R |       | AbP | Ab   | 4P  | Ab   | 2P  | 3    | 1P R | Ab  | 22     |
| 5    | Jean-Pierre Beltoise | 6   | 3     | Ab    | 8   | 2    | 9   | 12   | 3R  | 4    | Ab   | 5   | 21     |
| 6    | Denny Hulme          | 3   | 4     | 6     | 4   | 8    | Ab  | Ab   | 7   | Ab   | Ab   | 1   | 20     |
| 7    | Graham Hill          | 2   | Ab    | 1     | 7   | 6    | 7   | 4    | 9   | Ab   | Ab   |     | 19     |
| 8    | Piers Courage        |     | Ab    | 2     | Ab  | Ab   | 5   | Ab   | 5   | Ab   | 2    | 10  | 16     |
| 9    | Jo Siffert           | 4   | Ab    | 3     | 2   | 9    | 8   | 11   | 8   | Ab   | Ab   | Ab  | 15     |
| 10   | Jack Brabham         | AbP | Ab    | Ab    | 6   |      |     |      | Ab  | 2R   | 4    | 3P  | 14     |
| 11   | John Surtees         | Ab  | 5     | Ab    | 9   |      | Ab  | NS   | NC  | Ab   | 3    | Ab  | 6      |
| 12   | Chris Amon           | Ab  | Ab    | Ab    | 3   | Ab   | Ab  |      |     |      |      |     | 4      |
| 13   | Richard Attwood      |     |       | 4     |     |      |     |      |     |      |      |     | 3      |
| 14   | Vic Elford           |     |       | 7     | 10  | 5    | 6   | Ab   |     |      |      |     | 3      |
| 15   | Pedro Rodríguez      | Ab  | Ab    | Ab    |     |      | Ab  |      | 6   | Ab   | 5    | 7   | 3      |
| 16   | Silvio Moser         |     |       | Ab    | Ab  | 7    |     |      | Ab  | Ab   | 6    | 11  | 1      |
| 17   | Jackie Oliver        | 7   | Ab    | Ab    | Ab  |      | Ab  | Ab   | Ab  | Ab   | Ab   | 6   | 1      |
| 18   | Johnny Servoz-Gavin  |     |       |       |     |      |     |      |     | 6    | NC   | 8   | 1      |
| —    | Sam Tingle           | 8   |       |       |     |      |     |      |     |      |      |     | 0      |
| —    | Pete Lovely          |     |       |       |     |      |     |      |     | 7    | Ab   | 9   | 0      |
| —    | John Miles           |     |       |       |     | Ab   | 10  |      | Ab  | Ab   |      | Ab  | 0      |
| —    | Bill Brack           |     |       |       |     |      |     |      |     | NC   |      |     | 0      |
| —    | Mario Andretti       | Ab  |       |       |     |      |     | Ab   |     |      | Ab   |     | 0      |
| —    | Jo Bonnier           |     |       |       |     |      | Ab  | Ab   |     |      |      |     | 0      |
| —    | George Eaton         |     |       |       |     |      |     |      |     |      | Ab   | Ab  | 0      |
| —    | Peter de Klerk       | NC  |       |       |     |      |     |      |     |      |      |     | 0      |
| —    | Basil van Rooyen     | Ab  |       |       |     |      |     |      |     |      |      |     | 0      |
| —    | John Love            | Ab  |       |       |     |      |     |      |     |      |      |     | 0      |
| —    | Derek Bell           |     |       |       |     |      | Ab  |      |     |      |      |     | 0      |
| —    | John Cordts          |     |       |       |     |      |     |      |     | Ab   |      |     | 0      |
| —    | Al Pease             |     |       |       |     |      |     |      |     | DSC  |      |     | 0      |
| —    | Ernesto Brambilla    |     |       |       |     |      |     |      | NS  |      |      |     | 0      |
| Poz. | Pilot                | ZAF | ESP   | MCO   | NLD | FRA  | GBR | DEU‡ | ITA | CAN  | USA  | MEX | Puncte |

| Legendă      | Legendă                                            |
| Culoare      | Rezultat                                           |
| ------------ | -------------------------------------------------- |
| Auriu        | Câștigător                                         |
| Argintiu     | Locul 2                                            |
| Bronz        | Locul 3                                            |
| Verde        | Alte locuri care punctează                         |
| Albastru     | Alte locuri                                        |
| Albastru     | Nu s-a clasat, dar a terminat cursa (NC)           |
| Purpuriu     | A abandonat cursa (Ab)                             |
| Negru        | Descalificat (DSC)                                 |
| Alb          | Nu a luat startul (NS)                             |
| Roșu         | Nu s-a calificat (NSC)                             |
| Fără culoare | Retras înainte de calificări (Ret)                 |
| Fără culoare | Exclus (EX)                                        |
| Fără culoare | Nu a participat (celulă goală)                     |
| Adnotare     | Însemnătate                                        |
| P            | Pole position                                      |
| R            | Cel mai rapid tur                                  |
| (6)          | Rezultatul nu a fost luat în considerare pentru CM |

Notă:
- – În Marele Premiu al Germaniei din 1969, au fost înscriși și piloți care au concurat cu mașini de F2. Aceștia nu erau eligibili de puncte pentru campionat, indiferent de poziția în care încheiau cursa. Din acest motiv, deși au terminat pe locurile 11, respectiv 12, Jo Siffert și Jean-Pierre Beltoise au primit punctele aferente pozițiilor 5 și 6, întrucât locurile 5-10 au fost ocupate de mașini de F2.

### Clasament Cupa Internațională pentru Constructorii de F1
Punctele au fost acordate pe o bază de 9–6–4–3–2–1 primilor șase clasați în fiecare cursă, dar numai primei mașini care a terminat pentru fiecare constructor. Cele mai bune cinci rezultate din primele șase curse și cele mai bune patru rezultate din restul de cinci curse au fost luate în considerare pentru Cupa Internațională.
| Poz. | Constructor     | ZAF | ESP | MCO | NLD | FRA | GBR | DEU | ITA | CAN | USA | MEX | Puncte  |
| ---- | --------------- | --- | --- | --- | --- | --- | --- | --- | --- | --- | --- | --- | ------- |
| 1    | Matra-Ford      | 1   | 1   | Ab  | 1   | 1   | 1   | 2   | 1   | 4   | NC  | 4   | 66      |
| 2    | Brabham-Ford    | Ab  | 6   | 2   | 5   | 3   | 2   | 1   | (5) | 1   | 2   | 2   | 49 (51) |
| 3    | Lotus-Ford      | 2   | Ab  | 1   | 2   | 6   | 4   | 4   | 2   | 3   | 1   | 9   | 47      |
| 4    | McLaren-Ford    | 3   | 2   | (5) | 4   | 4   | 3   | 3   | 4   | 5   | Ab  | 1   | 38 (40) |
| 5    | BRM             | 7   | 5   | Ab  | 9   |     | Ab  | Ab  | NC  | NC  | 3   | 6   | 7       |
| 6    | Ferrari         | Ab  | Ab  | Ab  | 3   | Ab  | Ab  |     | 6   | Ab  | 5   | 7   | 7       |
| —    | Cooper-Maserati |     |     | 7   |     |     |     |     |     |     |     |     | 0       |
| —    | Brabham-Repco   | 8   |     |     |     |     |     |     |     |     |     |     | 0       |
| —    | Brabham-Climax  |     |     |     |     |     |     |     |     | Ab  |     |     | 0       |
| —    | Eagle-Climax    |     |     |     |     |     |     |     |     | DSC |     |     | 0       |
| Poz. | Constructor     | ZAF | ESP | MCO | NLD | FRA | GBR | DEU | ITA | CAN | USA | MEX | Puncte  |

## Curse non-campionat
În sezonul din 1969, au fost organizate și patru curse care nu au făcut parte din Campionatul Mondial. Marele Premiu al Madridului și Cupa de Aur au avut loc concomitent cu mașinile de Formula 5000.
| Numele cursei                  | Circuit      | Data       | Pilotul câștigător | Constructor      |
| ------------------------------ | ------------ | ---------- | ------------------ | ---------------- |
| Cursa Camponilor IV            | Brands Hatch | 16 martie  | Jackie Stewart     | Matra-Cosworth   |
| Trofeul Internațional BRDC XXI | Silverstone  | 30 martie  | Jack Brabham       | Brabham-Cosworth |
| Marele Premiu al Madridului    | Jarama       | 13 aprilie | Keith Holland      | Lola-Chevrolet   |
| Cupa Internațională de Aur XVI | Oulton Park  | 16 august  | Jacky Ickx         | Brabham-Cosworth |